# Escuela Secundaria Western International
La Escuela Secundaria Western International o la Escuela Preparatoria Internacional Western (Western International High School), anteriormente Western High School, es una escuela secundaria de los grados 9 a 12 (high school) en el barrio Mexicantown de Detroit, Míchigan. Como parte de las Escuelas Públicas de Detroit (DPS por sus siglas en inglés), a partir de 2012 era la única preparatoria pública en el suroeste de Detroit. Western sirve a los barrios de Mexicantown, Boynton–Oakwood Heights, Delray, y Springwells Village.

## Historia
Abrió en 1898 como Western High School. Antes de la construcción del edificio de la escuela, las clases se llevan a cabo en la Escuela Webster.
En el 26 de febrero de 1935, un fuego destruyó la plantel. Durante el fuego, no hubo clases. Su nueva escuela era un proyecto de la Public Works Administration, con un coste de $216.381 en ayuda federal.
Western International tenía una rivalidad con Southwestern High School. En 2012 Southwestern ha cerrado, y una parte de su zona de asistencia fue reasignado a la Secundaria Western. Los estudiantes de ambas escuelas protestaron el cierre de Southwestern, la calidad percibida de la educación, y las políticas de DPS. Por consiguiente más de 100 estudiantes de Western fueron suspendidos de la escuela, y las policías multados algunos estudiantes. Algunos estudiantes establecieron una "escuela de la libertad" para continuar sus educación.